# Брехаря Юрій Валентинович
Ю́рій Валенти́нович Брехаря (позивний «Чапай»; нар. 7 квітня 1977, м. Ленінград, Росія) — військовослужбовець, майор 40 ОМПБ Збройних сил України, учасник російсько-української війни. Повний лицар ордена Богдана Хмельницького (2022, 2022, 2015).

## Життєпис
Юрій Брехаря народився 7 квітня 1977 року в м. Ленінграді (нині Санкт-Петербург).
Навчався у Новомосковській середній школі № 18 (1985, Дніпропетровська область). 1999 року закінчив фізичний факультет (спеціальність — біомедичні препарати і системи) та військову катедру (спеціальність — командир радіостанції) Дніпропетровського національного університету імені Олеся Гончара. Працював програмістом, аналітиком ІТ-систем «ПриватБанку» та керівником проєктів.

### Російсько-українська війна
Мобілізований до Збройних сил України від 12 травня 2014 року. Направлений служити командиром взводу 40-го окремого мотопіхотного батальйону «Кривбас». Того ж року старший лейтенант Юрій Брехаря разом з 40 ОМПБ вийшов з «Іловайського котла», де зазнав поранення.
З січня до лютого 2015 року був командиром опорного пункту «Зеніт» 40 ОМПБ на околиці м. Дебальцеве Донецької области. Тоді він вивів живими і неушкодженими всіх своїх 50 бійців.

| 8 лютого 2015-го року, взвод 40-го батальйону «Кривбас» старшого лейтенанта Юрія Брехаря на опорному пункті «Зеніт» під Дебальцевим відбив атаку ударної групи 2-ї мотострілецької бригади 2-го армійського корпусу ЗС РФ. У цьому зразково проведеному бою українські воїни знищили 3 танки, також важких ушкоджень зазнали ще два танки та БМП противника, ворог зазнав важких втрат. На нашому опорнику не було танків, атаку відбито вогнем піхоти завдяки відмінній організації бою та відчайдушній сміливості, водночас жоден український воїн не загинув і не отримав навіть поранення! «Зеніт» прикривав підходи до Дебальцевого, і відбиття атаки допомогло місту триматися до кінця. |
| — журналіст Юрій Бутусов |

Під час повномасштабного російського вторгнення в Україну 2022 року брав участь в боях за Херсон та область.

## Нагороди
- орден Богдана Хмельницького I ступеня (14 листопада 2022) — за особисту мужність і самовіддані дії, виявлені у захисті державного суверенітету та територіальної цілісності України, вірність військовій присязі[7];
- орден Богдана Хмельницького II ступеня (8 липня 2022) — за особисту мужність і самовіддані дії, виявлені у захисті державного суверенітету та територіальної цілісності України, вірність військовій присязі[8];
- орден Богдана Хмельницького III ступеня (14 березня 2015) — за особисту мужність і високий професіоналізм, виявлені у захисті державного суверенітету та територіальної цілісності України[9];
- орден «Народний герой України» (2018)[10].

## Військові звання
- майор (станом на 14.11.2022);
- капітан (станом на 8.7.2022);
- старший лейтенант (станом на 14.3.2015).